# Егенгофен
Егенгофен (нім. Egenhofen) — громада в Німеччині, розташована в землі Баварія. Підпорядковується адміністративному округу Верхня Баварія. Входить до складу району Фюрстенфельдбрук.
Площа — 33,40 км2. Населення становить 3506 ос. (станом на 31 грудня 2020).